# Racheal Kundananjiová
Racheal Kundananjiová (* 3. června 2000 Ndola) je zambijská fotbalistka. Hraje nejčastěji v útoku, někdy také v záloze.

## Klubová kariéra
Původně se věnovala atletice, které vděčí za výjimečnou rychlost, teprve v sedmnácti letech se zaměřila navzdory odporu rodičů na fotbal. Začínala v klubu Indeni Roses v rodném městě, kde pracovala jako svářečka. Pak přestoupila do šymkentského BIIK Kazygurt, s nímž vyhrála kazachstánskou ligu v letech 2019 a 2020 a nastoupila v Lize mistrů. Od roku 2021 hrála ve Španělsku za SD Eibar, pak ji získal klub Madrid CFF. V sezóně 2022/23 nastřílela ve španělské Lize F 25 branek a byla druhou nejlepší střelkyní soutěže po mistryni světa Albě Redondové. V únoru 2024 uzavřela tříletou smlouvu s klubem Bay FC, novým účastníkem americké National Women's Soccer League. Madrid za ni inkasoval částku 785 000 amerických dolarů, což je nejdražší přestup v historii ženského fotbalu. Kundananjiová se také stala prvním africkým hráčem, za něhož kdy byla vyplacena rekordní částka.

## Reprezentační kariéra
V zambijské ženské fotbalové reprezentaci debutovala v roce 2018. V tomto roce startovala na Africkém poháru národů a vstřelila tři branky. Reprezentovala na olympiádě v Tokiu a skórovala v utkání základní skupiny proti Číně. Na mistrovství světa ve fotbale žen 2023 přispěla jedním gólem k vítězství 3:1 nad Kostarikou, které však Zambijkám k postupu ze skupiny nestačilo. Dvě branky zaznamenala v zápase s Austrálií na Letních olympijských hrách 2024.